# CEP164
CEP164‏ (Centrosomal protein 164) هوَ بروتين يُشَفر بواسطة جين CEP164 في الإنسان.